# Nephodia grisescens
Nephodia grisescens là một loài bướm đêm trong họ Geometridae.